# Noma (restaurang)
För sjukdomen med samma namn, se Noma.

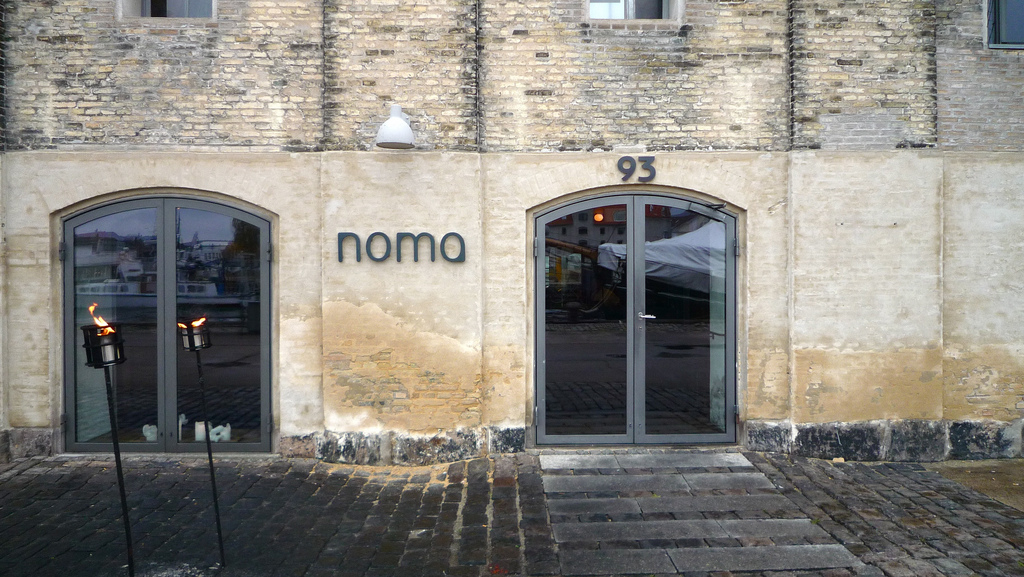
Entrén till restaurang Noma.

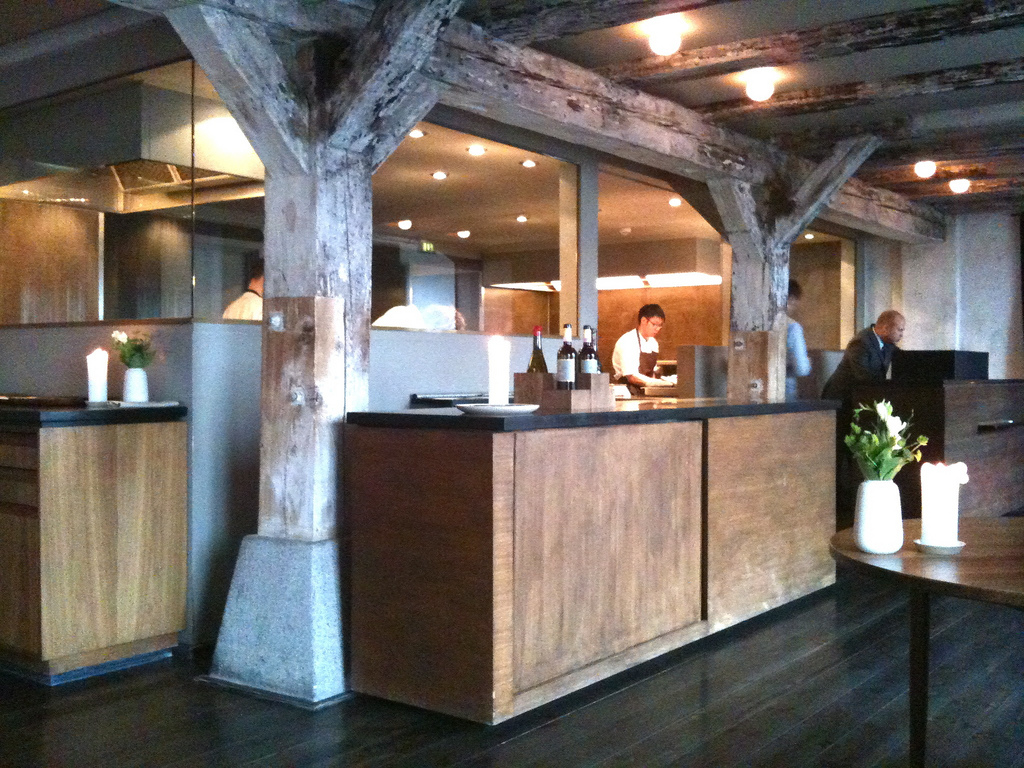
Interiör.

Noma är en restaurang i Köpenhamn belägen i Nordatlantens Brygge. Den är för närvarande (2021) en av två restauranger i Danmark med tre stjärnor i Michelinguiden, vilket den fick 2021. I januari 2023 meddelades att Noma stänger i slutet av 2024 av ekonomiska skäl.
Den första Michelinstjärnan fick Noma 2005. 2009 hamnade Noma som nummer tre på Restaurant Magazines lista över världens bästa restauranger, efter El Bulli och The Fat Duck. På listan för 2010 har Noma klättrat förbi de två nämnda restaurangerna och betraktas således i dag som världens bästa restaurang. År 2012 vann Noma utmärkelsen som världens bästa restaurang för tredje året i rad, vilket gör restaurangen till den näst mest framgångsrika i kategorin, endast slagna av El Bulli.  . År 2015 blev Noma trea i listan över världens bästa restauranger. År 2021 blev Noma åter utsedd till världens bästa restaurang, efter att dessförinnan ha varit tvåa.
När brittiska mattidningen Restaurant Magazine presenterade listan för 2013 fick Noma plats 2, distanserad av spanska El Celler de Can Roca.
Noma fokuserar på nordisk mat och restaurangens namn "Noma" är en sammandragning av "nordisk mad". Restaurangen leds av René  Redzepi, tillika kökschef, som äger Noma tillsammans med bland andra Claus Meyer.